# Monocristal

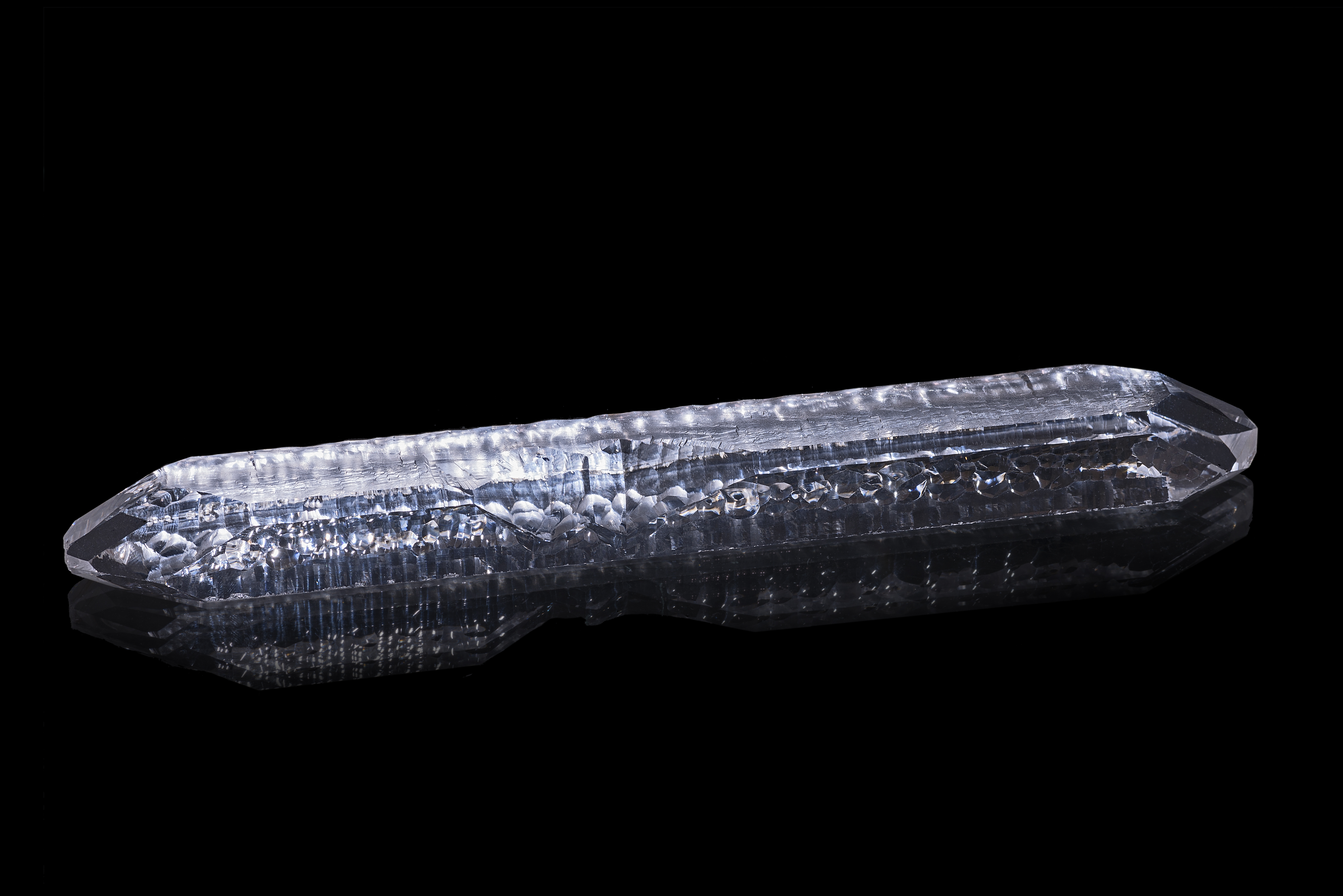
Monocristal de quartz de synthèse

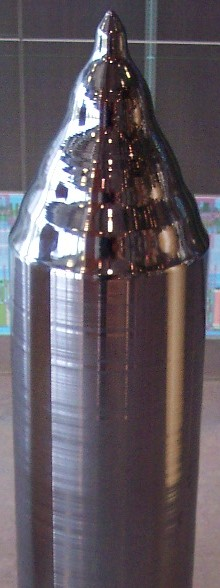
Monocristal de silicium

Un monocristal ou matériau monocristallin est un matériau solide constitué d'un unique cristal, formé à partir d’un seul germe. À l'opposé, un polycristal ou matériau polycristallin, est constitué lui d'une multitude de petits cristaux de taille et d'orientation variées.
De façon exceptionnelle, on peut en trouver dans la nature, pour le béryl, le quartz, le gypse ; ainsi pour ce dernier la mine de Naica (Mexique) comporte des monocristaux de gypse atteignant treize mètres.
Les pierres précieuses, et certaines autres gemmes, sont des minéraux monocristallins taillés par clivage.

## Propriétés et applications
Les propriétés de la matière cristalline dépendent des motifs du cristal (atome, assemblages d'ions, oxyde, molécules), de leur organisation (nature du réseau cristallin), et des défauts. Parmi ces défauts, la présence de joints de grains — frontière entre les cristaux au sein de la matière — joue un rôle important. Un monocristal a donc des propriétés qui peuvent être notablement différentes des polycristaux :
- de manière générale, un monocristal a des propriétés anisotropes, alors qu'un polycristal peut être plus ou moins isotrope (si l'orientation des cristaux est aléatoire, il y a un effet de moyennage directionnel) ;
- les monocristaux sont souvent utilisés pour étudier les propriétés de la matière en faisant abstraction des joints de grain, ou bien pour voir l'influence de l'orientation cristalline ; les monocristaux sont donc en ce sens un modèle simplifié de la matière polycristalline ;
- propriétés optiques : un monocristal, si ses faces sont lisses et s'il est transparent, va donner de la réflexion spéculaire et de la réfraction parfaite (donc pas diffuses), et l'on pourra constater dans certains cas des phénomènes de biréfringence ; les propriétés optiques sont recherchées pour l'esthétique (cas des gemmes), mais aussi pour certaines applications technologiques (lame à retard par exemple) ;
- propriétés chimiques :
  - diffusion chimique : les joints de grain constituent des courts-circuits de diffusion, la diffusion dans un polycristal est donc plus rapide que dans un monocristal,
  - réactivité : la structure des joints de grains est différente de celle du cœur du cristal, les joints de grains sont en général plus réactifs, par exemple dans le cas de la corrosion (corrosion intergranulaire) :
- mécanique :
  - certains modes de fluage font intervenir les joints de grains, les monocristaux résistent en général mieux aux hautes températures ; par exemple, certaines aubes de turbine de moteurs d'avion sont des monocristaux ;
  - la déformation plastique se fait par des glissements de plans cristallographiques denses selon des directions denses, définissant des systèmes de glissement ; la capacité à se déformer plastiquement dépend donc de l'orientation du monocristal par rapport à la sollicitation ; par ailleurs, les joints de grains gênent le déplacement des dislocations, et donc les polycristaux ont souvent une limite d'élasticité supérieure aux monocristaux selon l'orientation de ces derniers (loi de Hall-Petch) ;
- électronique : la microélectronique utilise des propriétés des semi-conducteurs telles que la création de paires électron libre-trou d'électron, la diffusion de ces défauts et leur recombinaison ; ces phénomènes sont influencés de manière importante par les joints de grains, on s'attache donc à avoir des composants monocristallins.